# حزب الوحدة الوطنية والديمقراطية
حزب الوحدة الوطنية والديمقراطية (بالفرنسية: Parti pour l'unité nationale et la démocratie)‏ ، PUND - سلامة) هو حزب سياسي صغير في النيجر. يقع قاعدة دعمه بين الطوارق والمجتمعات الأخرى في شمال النيجر. 

## التاريخ
تأسس الحزب عام 1992 على يد أكولي داول،  وحصل الحزب على 0.1٪ من الأصوات في الانتخابات البرلمانية عام 1993، لكنه فشل في الفوز بمقعد. ومع ذلك، بعد زيادة حصته في التصويت إلى 2.4٪ في انتخابات عام 1995، فاز بثلاثة مقاعد. وانضم بعد ذلك إلى تحالف قوى التغيير بزعامة الرئيس ماهامان عثمان.  في انتخابات 1996 خسر التمثيل البرلماني.
لم يخض الحزب الانتخابات العامة لعام 1999، لكنه خاض الانتخابات البرلمانية لعام 2004، وفشل في الفوز بمقعد. على الرغم من زيادة حصته في التصويت من 0.1٪ إلى 1.4٪، إلا أنه ظل بلا مقاعد بعد انتخابات 2009. لم يخض الانتخابات العامة عام 2011، لكنه خاض الانتخابات البرلمانية لعام 2016، وفشل مرة أخرى في الفوز بمقعد.